# M 4 (звёздное скопление)
M 4 (NGC 6121) — шаровое звёздное скопление в созвездии Скорпиона, ближайшее к Земле или одно из ближайших. Находится на расстоянии в 1,89 килопарсека (6160 световых лет). Скопление имеет не очень большие размеры и массу: приливной радиус скопления равен 70 световым годам, а звёзды скопления в основном сосредоточены в области с радиусом 38 световых лет.
В скоплении содержится более 100 тысяч звёзд и около 40 тысяч белых карликов. По разным оценкам, возраст звёздного населения в скоплении составляет 11,5—13,3 миллиарда лет. Среди переменных звёзд скопления — миллисекундный пульсар, в системе которого находится экзопланета под названием PSR B1620−26 b — старейшая из известных экзопланет.
Скопление открыл Жан Филипп де Шезо в 1746 году. В 1784 году Шарль Мессье различил в скоплении отдельные звёзды — M 4 стало первым шаровым скоплением, где это было сделано.
Видимая звёздная величина скопления 5,8m делает его наблюдаемым невооружённым глазом на очень тёмном небе, а угловой диаметр составляет 35 минут дуги, что больше угловых размеров Луны.

## Параметры

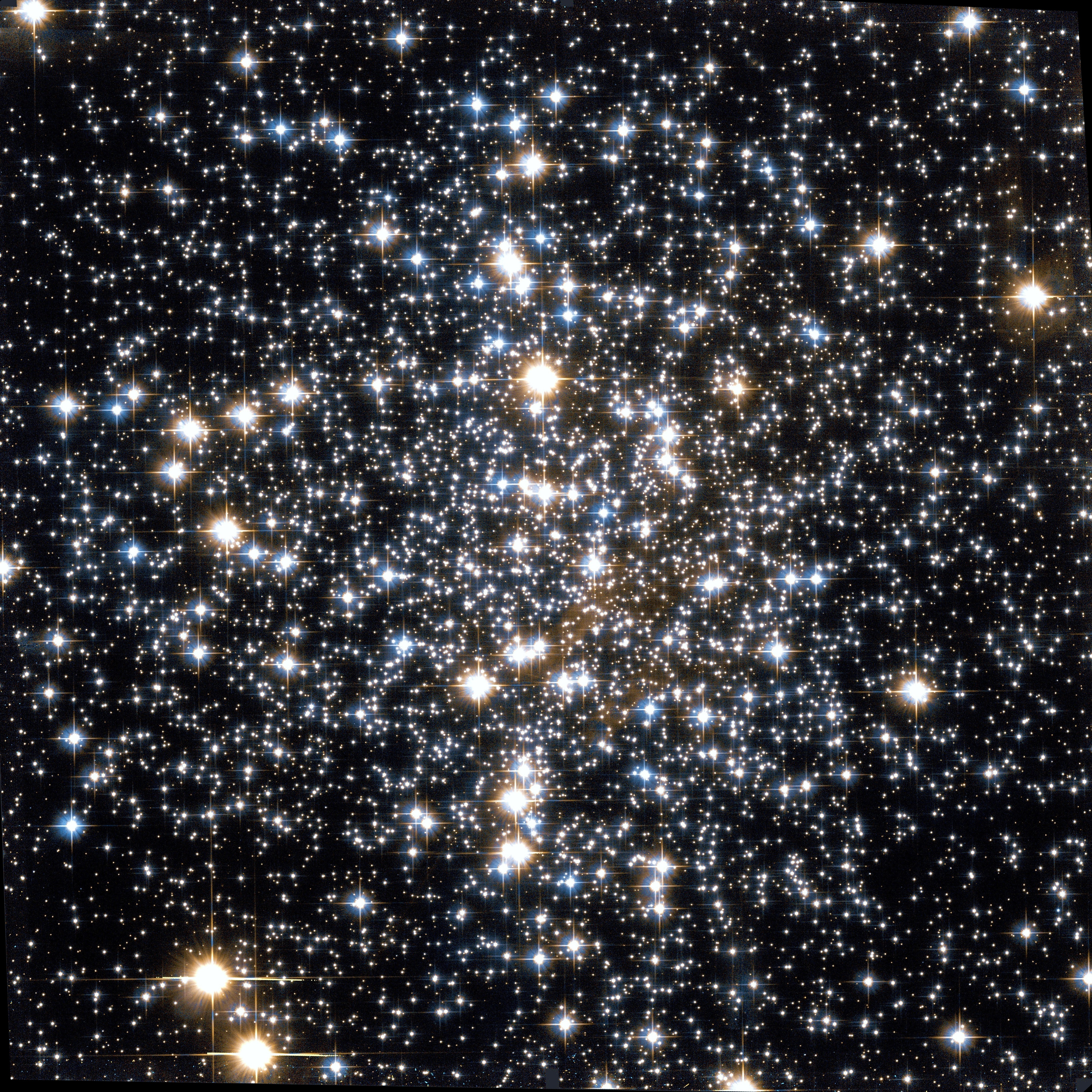
Центральная часть скопления M 4

### Расположение
M 4 — шаровое звёздное скопление. Расстояние до скопления по тригонометрическому параллаксу, измеренному телескопом Gaia, составляет около 1,89 килопарсека (6160 световых лет), а более ранние, косвенные оценки расстояния принимают значения 1,7 до 2,2 кпк (5500—7200 световых лет).
M 4 считается ближайшим шаровым скоплением к Земле, либо одним из ближайших. Хотя в 2007 году было открыто звёздное скопление FSR 1767, которое находится ещё ближе, чем M 4 — на расстоянии 4900 световых лет, в различных исследованиях этот объект рассматривается и как шаровое, и как рассеянное скопление. В некоторых исследованиях природа FSR 1767 как скопления в принципе оспаривалась. Второе по близости подтверждённое шаровое скопление, NGC 6397, находится на расстоянии 2,4 кпк (7800 световых лет) от Земли.
M 4 расположено в направлении центра Галактики, на фоне балджа, и сравнительно близко к плоскости галактического диска: на расстоянии 2000 световых лет от него, из-за чего на скопление достаточно сильно влияет межзвёздное поглощение. M 4 удаляется от Солнца со скоростью 70 км/с.

### Физические характеристики
M 4 ― сравнительно небольшое скопление. Приливной радиус скопления составляет 70 световых лет. Звёзды скопления в основном сосредоточены в области с радиусом 38 световых лет, но на фотографиях с небольшой выдержкой и при визуальных наблюдениях заметна область меньшего размера. В центральной части с радиусом 8 световых лет содержится половина массы всего скопления, а радиус ядра скопления — 1,8 светового года. M 4 принадлежит к классу концентрации Шепли — Сойер IX, что означает довольно низкую концентрацию звёзд — одну из наименьших среди шаровых скоплений каталога Мессье.
Масса скопления также невелика и составляет около 6,25—6,3⋅104 M⊙. По всей видимости, скопление в прошлом потеряло значительную часть массы из-за приливных взаимодействий с другими объектами: согласно разным теоретическим моделям, при формировании масса скопления составляла 3,4—7,5⋅105 M⊙. Моделирование также показывает, что в скоплении произошёл коллапс ядра, хотя наблюдаемый профиль яркости характерен для скоплений, в которых его не происходило.
Абсолютная звёздная величина M 4 равна −7,2m, светимость составляет 6,25⋅104 L⊙. Интегральный спектральный класс скопления — F8, показатель цвета B−V — 1,03.

### Звёздное население

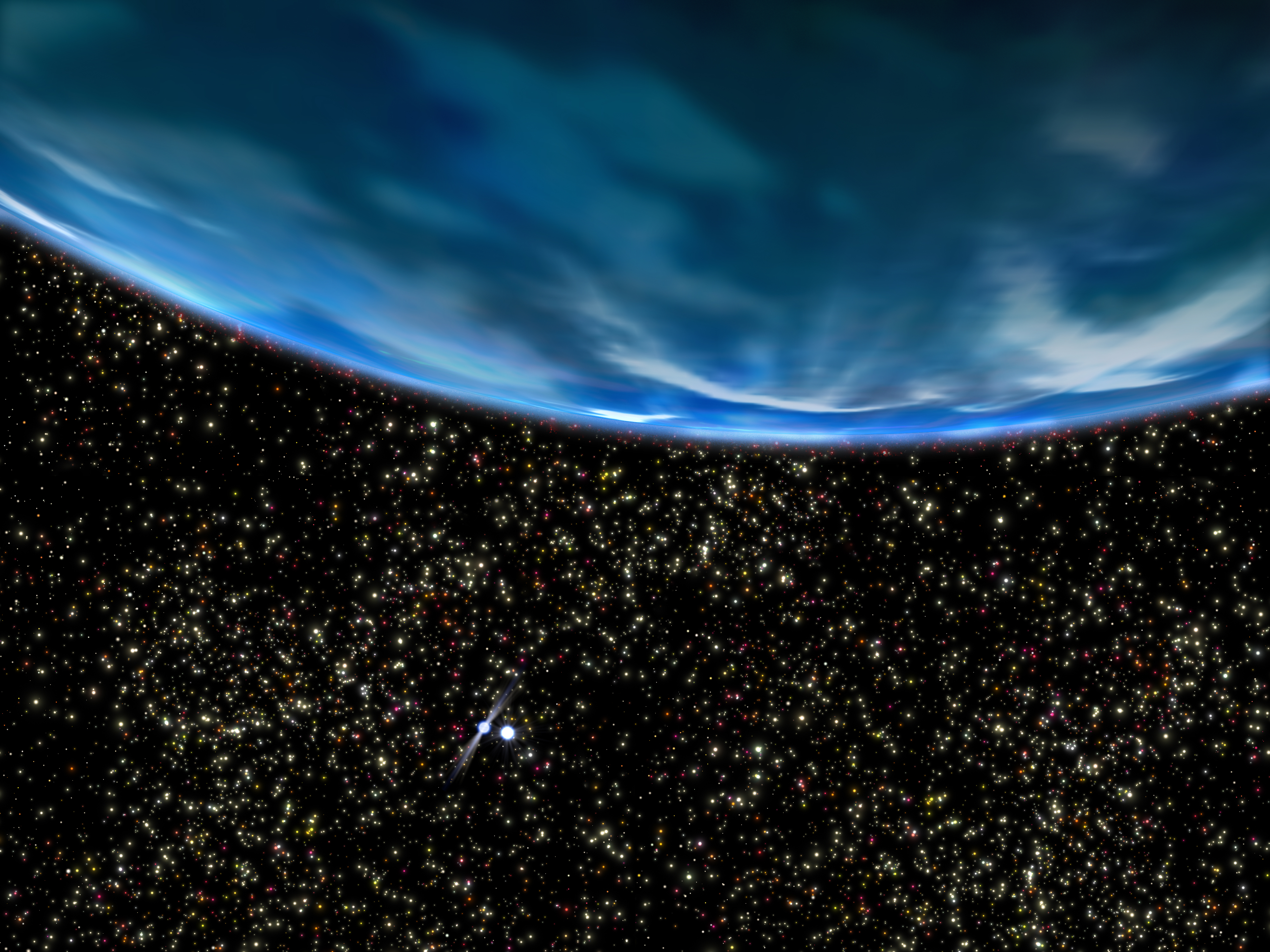
Художественное представление экзопланеты PSR B1620−26 b в скоплении

В скоплении M 4, по теоретическим расчётам, насчитывается более 100 тысяч звёзд и около 40 тысяч белых карликов. По разным оценкам, возраст звёздного населения M 4 составляет 11,5—13,3 миллиарда лет, а металличность {\displaystyle {\ce {[Fe/H]}}} — от −1,20 до −1,05, что соответствует относительному содержанию железа в 6—9 % от солнечного. Обогащение элементами альфа-процесса относительно железа {\displaystyle {\ce {[\alpha/Fe]}}} составляет +0,39, то есть, содержание альфа-элементов относительно железа в 2,5 раза превышает солнечное. Возможно, в скоплении присутствует два звёздных населения разных возрастов, но разница в их возрасте не должна превышать 214 миллионов лет. Так, для красных гигантов в скоплении была обнаружена антикорреляция между содержанием фтора и натрия, что характерно для скоплений, содержащих несколько звёздных населений.
В скоплении известно не менее 90 переменных звёзд, значительная часть которых — переменные типа RR Лиры. Среди других переменных — PSR B1620−26, миллисекундный пульсар с периодом в 11 мс, что в три раза быстрее, чем у пульсара в Крабовидной туманности. Пульсар — часть системы из трёх объектов, в которую входят белый карлик и экзопланета под названием PSR B1620−26 b. По всей видимости, экзопланета сформировалась приблизительно тогда же, когда и звёзды в скоплении и является старейшей из известных экзопланет.
В скоплении есть звезда Y 453, довольно яркая в ультрафиолетовом диапазоне: её температура составляет 72000 K, а светимость — около 690 L⊙. Y 453 — проэволюционировавшая звезда, покинувшая асимптотическую ветвь гигантов, её масса составляет 0,53 M⊙.

## История изучения
Скопление M 4 открыл Жан Филипп де Шезо в 1746 году. Однако его открытие не было опубликовано, и в 1752 году независимо от Шезо скопление открыл Никола Луи де Лакайль.
Шезо и Лакайль не сумели различить звёзды в скоплении и приняли его за туманность: первым, кто смог это сделать, стал Шарль Мессье в 1764 году, и он же внёс скопление в свой каталог. Скопление M 4 было единственным в наблюдениях Мессье и первым за всю историю шаровым скоплением, где были разрешены отдельные звёзды.
В 1987 году был открыт миллисекундный пульсар PSR B1620−26, ставший вторым открытым в шаровом скоплении: первым был PSR B1821−24 в скоплении M 28. В 1992 году выяснилось, что кроме пульсара и белого карлика в системе присутствует ещё один маломассивный объект PSR B1620−26 b: его масса была известна с невысокой точностью. В результате дальнейших наблюдений значение уточнялось, и к 2003 году было подтверждено, что этот объект является планетой — значительный вклад в это открытие внесли наблюдения с помощью телескопа «Хаббл». Кроме того, в 1997 году с помощью этого же телескопа была сделана фотография 258 белых карликов в скоплении, а в 2001 году на фотографии с длительной выдержкой были запечатлены звёзды с видимой величиной до 30m.

## Наблюдение

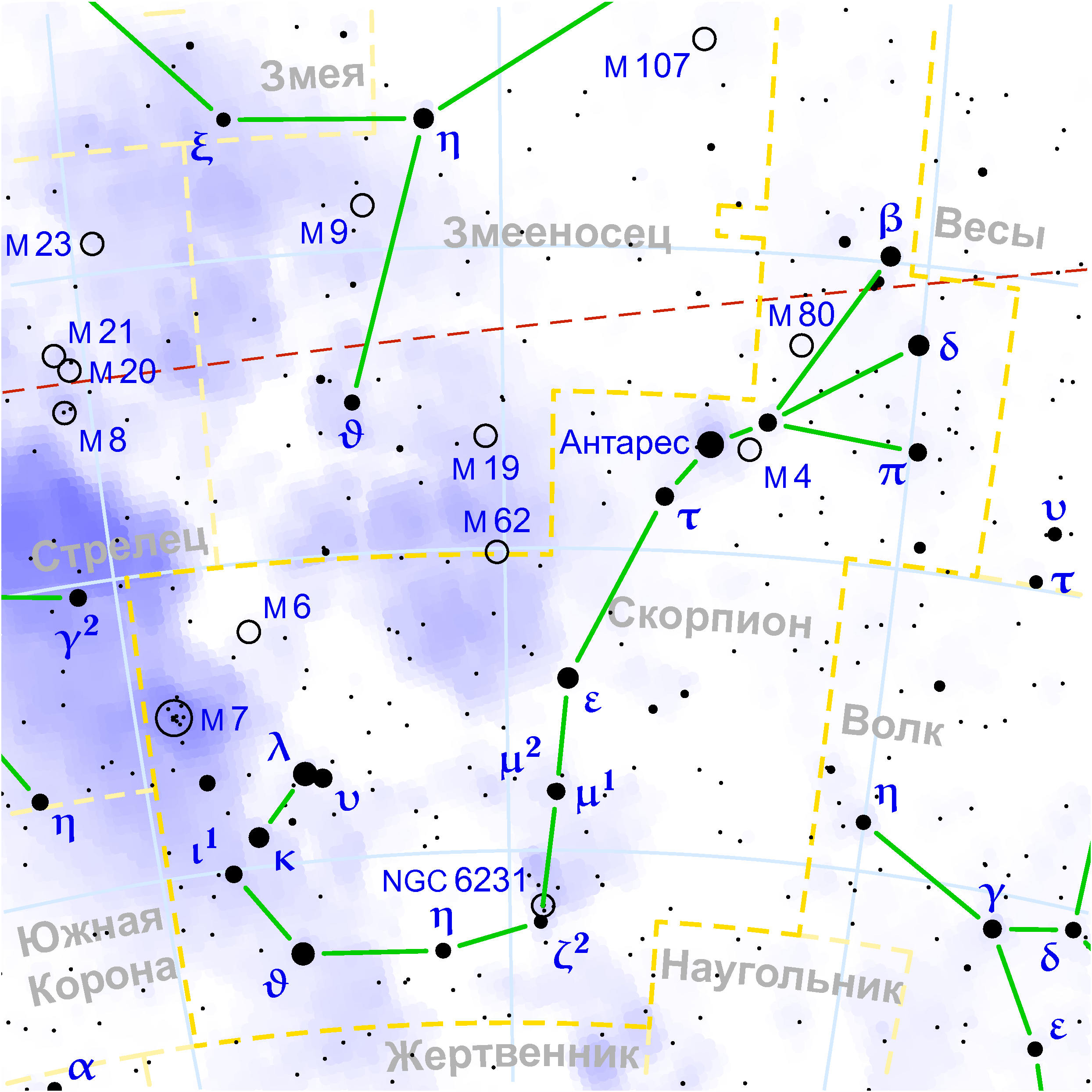
Расположение M 4 в созвездии Скорпиона (справа от Антареса)

Скопление M 4 имеет видимую звёздную величину 5,8m, что делает его видимым невооружённым глазом на очень тёмном небе. Угловой диаметр скопления достигает 35 минут дуги при фотографировании с длинной выдержкой, что больше угловых размеров Луны. При небольшой выдержке видна область меньшего размера, а при визуальных наблюдениях угловой диаметр составляет не более 15 минут дуги. Скопление наблюдается в созвездии Скорпиона, лучший месяц для наблюдения — июль.
M 4 находится в 1,3 градусах к западу от Антареса. Скопление легко обнаружить с помощью небольшого бинокля: в таком случае оно выглядит как туманное пятнышко, а при использовании небольшого телескопа становится видна круглая форма скопления. Телескоп с диаметром объектива 50 мм позволяет различать отдельные звёзды скопления, самая яркая из которых имеет звёздную величину 10,8m. При использовании более крупного телескопа, с диаметром объектива 120 мм, становится видна вытянутая структура из нескольких ярких звёзд.
В 50 минутах дуги к востоку от M 4 и в 30 минутах дуги от Антареса находится ещё одно шаровое скопление — NGC 6144. Оно тусклее M 4 — его видимая звёздная величина составляет 9,0m, и для его наблюдения нужно использовать телескоп с диаметром объектива не менее 200 мм.